# Wernigerode
Wernigerode er en by i Landkreis Harz i den tyske delstat Sachsen-Anhalt.

## Geografi
Byen ligger i ca. 250 m højde i den nordøstlige del af bjergområdet Harzen ved foden af Brocken, der er områdets højeste bjerg.
Floden Holtemme, (en biflod til Bode), løber gennem byen, og i nærheden munder floden Zillierbach ud i den. Den historiske bykerne består af Altstadt og Neustadt. Til byområdet hører også Hasserode, Nöschenrode, boligområdet Stadtfeld, Burgbreite og Harzblick. Dertil kommer landsbyerne Benzingerode, Minsleben og Silstedt.
Byens område inklusive de indlemmede landsbyer strækker sig 9,5 km i øst-vestlig retning, og 6 km i nord-sydlig retning.Det højeste punkt er 440 moh., og det laveste 215 moh.

## Historie
Stedet nævnes første gang i 1121 i forbindelse med en greveslægt, som levede der. I 1229 fik Wernigerode byrettigheder.
Efter at den mandlige linje af Wernigerode-greverne var uddød i 1429, blev Wernigerode sæde for greverne til Stolberg, som gennem flere hundrede år herskede over stedet. Under den tyske bondekrig i 1525 blev flere klostre på egnen plyndret og delvist ødelagt, særligt klosteret Himmelpforten i den nutidige bydel Hasserode. Plyndringer og ødelæggelser ved en brand under trediveårskrigen bragte stor lidelse til befolkningen i området.
Mellem 1807 og 1813 var Wernigerode en del af det napoleonske kongerige Westfalen, før byen blev indlemmet i den preussiske landkreis Osterwieck i den preussiske provins Sachsen. Men grev Henrich zu Stolberg-Wernigerode fik 1825 gennemført, at Wernigerode skulle være sæde for en selvstændig landkreis i regeringsdistriktet Magdeburg.
Fra anden halvdel af det 19. århundrede oplevede Wernigerode udover stigende turisme en stærk industrialisering (maskiner og værktøj, elektromotorer, farmaceutiske produkter, chokolade, skriveredskaber, byggematerialer), som gjorde byen til et økonomisk centrum.